# 37683 Gustaveeiffel
37683 Gustaveeiffel è un asteroide della fascia principale. Scoperto nel 1995, presenta un'orbita caratterizzata da un semiasse maggiore pari a 2,3388662 UA e da un'eccentricità di 0,1979227, inclinata di 3,80418° rispetto all'eclittica.
È dedicato a Gustave Eiffel, celebre ingegnere francese.